# Sakarya Büyükşehir Belediyesi SK
O Sakarya Büyükşehir Belediyesi Spor Kulübü, conhecido também apenas como Sakarya BB, é um clube de basquetebol baseado em Sacaria, Turquia que atualmente disputa a BSL. Manda seus jogos no Ginásio Esportivo Sakarya Atatürk com capacidade para 1.500 espectadores.

## Histórico de Temporadas
| Temporada | Nível | Liga | Pos. | J     | PL  | Resultado         |
| --------- | ----- | ---- | ---- | ----- | --- | ----------------- |
| 2013-14   | 3     | TBL3 | 3    | 7-3   |     | Promovido         |
| 2014-15   | 2     | TBL2 | 2    | 25-9  | 3-4 | Semifinais        |
| 2015-16   | 2     | TBL2 | 5    | 21-13 | 3-3 | Semifinais        |
| 2016-17   | 2     | BSL  | 1    | 28-6  | 3-1 | Promovido campeão |
| 2017-18   | 1     | BSL  | 8    | 14-16 | 0-2 | Quartas de finais |
| 2018-19   | 1     | BSL  | 15   | 5-23  |     | Rebaixado         |

fonte:eurobasket.com

## Títulos

### TBL (segunda divisão)
- Campeão (1): 2016-17

## Jogadores notáveis
- Kerem Gönlüm
- Metecan Birsen
- Moustapha Fall